# Agrypon flaveolatum
Agrypon flaveolatum ist eine Schlupfwespe aus der Unterfamilie Anomaloninae. Sie ist in Europa eine von 23 Arten der Gattung Agrypon. Die Art wurde von dem Zoologen Carl Gravenhorst im Jahr 1807 als Anomalon flaveolatum erstbeschrieben.

## Merkmale
Die Schlupfwespen sind etwa 9 mm lang. Sie weisen einen sehr schlanken Petiolus (Stielchenglied) auf. Hinterleib und Hinterbeine sind verlängert. Diese Eigenschaften sind typisch für Vertreter der Unterfamilie Anomaloninae. 
Für die Gattung Agrypon gelten folgende Merkmale: Am unteren Ende des Clypeus befindet sich mittig ein Zahn, die vorderen Coxae weisen eine betonte Leiste auf, eine Abschweifung der parallelen Flügeladern oberhalb der Mitte des Hinterrands der Humeral-Zelle. Die postfurkale Lage der zweiten rekurrenten Flügelader wird als die wichtigste Eigenschaft der Gattung betrachtet.
Gemäß einem Bestimmungsschlüssel von Nuzhna (2013) gelten folgende weitere Merkmale für Agrypon flaveolatum: Die vorderen Coxae sind glatt und ohne Querleisten. Die hintere Querleiste ist vor den mittleren Coxae unterbrochen. Die Notauli (Längsfurchen auf den Seiten des Mesoscutum) sind gut ausgeprägt. Die Ränder der Frons weisen einen gelben Streifen auf. 
Ferner ist der Postnervulus gewöhnlich über der Mitte gebrochen. Charakteristisch ist weiterhin der nicht gebrochene Nervellus im Hinterflügel. Die Praepectalleiste ist undeutlich ausgeprägt.

## Verbreitung
Agrypon flaveolatum ist holarktisch verbreitet. Ferner ist die Art in der Orientalis und in der Nearktis vertreten. In Europa ist die Art weit verbreitet. Ihr Vorkommen reicht im Norden bis nach Lappland. In Finnland gilt A. flaveolatum als die häufigste der Unterfamilie.
Im Osten reicht das Vorkommen der Art über den Kaukasus, Zentralasien, Westsibirien, die Baikal- und Amur-Region und Nordost-China bis nach Primorje und Korea.
In Kanada wurde die Art Mitte des 20. Jahrhunderts zur biologischen Schädlingsbekämpfung des eingeschleppten Kleinen Frostspanners (Operophtera brumata) eingeführt.

## Lebensweise
Agrypon flaveolatum ist ein solitärer koinobionter Endoparasitoid von Schmetterlingsraupen. Es werden insbesondere Spanner (Geometridae) parasitiert. In Europa nördlich der Alpen gilt A. flaveolatum im Frühjahr als die häufigste Art der Gattung. Die Flugzeit von Agrypon flaveolatum dauert in tieferen, klimabegünstigten Lagen von Mitte April bis Anfang Juni, in höheren Lagen (beispielsweise den Alpen) oder nördlicheren Lagen (wie in Skandinavien) werden die Schlupfwespen noch im Juli beobachtet. In Südbaden werden die Schlupfwespen von den Rheinauen bis in den Hochschwarzwald vorgefunden.